# モンテ・ウォルシュ
『モンテ・ウォルシュ』（原題：Monte Walsh）は、1970年制作のアメリカ合衆国の西部劇映画。
文明の波が西部に押し寄せてきた西部開拓時代末期、花形だったガンマンやカウボーイたちが辿る哀れな末路を描く。ジャック・シェーファー原作の小説の映画化。『ローズマリーの赤ちゃん』の撮影監督として知られるウィリアム・A・フレイカーの初監督作品。出演はリー・マーヴィン、ジャック・パランスら。
2003年にトム・セレック主演でテレビ映画としてリメイクされた（en:Monte Walsh (2003 film)）。

## あらすじ
西部開拓時代末期、2人のガンマン、モンテ・ウォルシュとチェットは牧畜の町ハーモニーにやってきた。2人は牧場主のブレナンを訪ね、雇ってもらおうとするが、牧場は東部の大企業の手に渡り、ブレナンはすでに持ち主ではなかったものの、2人はそこに雇われた。
モンテは昔の恋人で町のミュージック・ホールのスターのマルティーヌと、チェットは金物屋の後家メアリーとそれぞれ愛を育み、足を洗おうとするが、厳しい時代の流れは彼らを呑み込んでいく。
そして、ショーティという無法者が起こしたトラブルに2人は巻き込まれ、哀れな末路を辿っていく。

## キャスト
| 役名                   | 俳優                       | 日本語吹替                         | 日本語吹替 | 日本語吹替 |
| 役名                   | 俳優                       | TBS版                              | ？版       |            |
| ---------------------- | -------------------------- | ---------------------------------- | ---------- | ---------- |
| モンテ・ウォルシュ     | リー・マーヴィン           | 納谷悟朗                           |            |            |
| チェット・ロリンズ     | ジャック・パランス         | 柴田秀勝                           |            |            |
| マルティーヌ           | ジャンヌ・モロー           | 中西妙子                           | 楠侑子     |            |
| ショーティ             | ミッチ・ライアン           | 玄田哲章                           |            |            |
| カル・ブレナン         | ジム・デイヴィス           | 大木民夫                           |            |            |
| メアリー               | アリン・アン・マクレリー   | 山田栄子                           |            |            |
| ダーリー               | マイケル・コンラッド       | 平林尚三                           |            |            |
| ルーファス             | マット・クラーク           |                                    |            |            |
| パウダー               | ビリー・グリーン・ブッシュ | 幹本雄之                           |            |            |
| シュガー               | トム・ヒートン             | 宮村義人                           |            |            |
| ハル・ヘンダーソン     | G・D・スプラドリン         |                                    |            |            |
| ジョー                 | ボー・ホプキンス           |                                    |            |            |
| ファイティング・ジョー | ジョン・マクリアム         | 宮内幸平                           |            |            |
| 医者                   | チャールズ・タイナー       | 池田勝                             |            |            |
|                        |                            |                                    |            |            |
| 演出                   | 演出                       | 鳥海俊材                           |            |            |
| 翻訳                   | 翻訳                       | 山田実                             |            |            |
| 効果                   |                            |                                    |            |            |
| 調整                   |                            |                                    |            |            |
| 制作                   | 制作                       | 千代田プロダクション               |            |            |
| 解説                   | 解説                       | 荻昌弘                             |            |            |
| 初回放送               | 初回放送                   | 1980年6月30日 『月曜ロードショー』 |            |            |